# Фонтевро
Королевское абба́тство Фонтевро́ (фр. Abbaye Royale de Fontevraud) — один из самых известных средневековых монастырей Франции, место погребения Генриха II Плантагенета и Ричарда Львиное Сердце. Находится на границе между Анжу и Пуату, близ городов Сомюр и Шинон (департамент Мэн и Луара). Стало ядром средневекового монашеского Ордена, где монастыри были объединенными,  для мужчин и женщин (с подразделением на мужскую и женскую части).

## История
Основано в 1101 году архипресвитером Робе́ром д’Арбриссе́лем при содействии ученицы последнего Герсенды Шампанской, под покровительством епископа Пуатье на землях пасынка Герсенды — Готье де Монсоро́ и Монрёй Беллэ́ (de Montsoreau et de Montreuil Bellay). Согласно официальной истории аббатства, побудительной причиной основания стало письмо епископа Ренна Марбода, в котором прелат упрекал Робера д’Арбрисселя в том, что его последователи и ученики живут все вместе — без различия полов и положения. «Безземельные крестьяне, прокажённые, больные и здоровые, мужчины и женщины, благородного происхождения и простолюдины, священнослужители и миряне, вдовы, девы и блудницы, — все живут вместе ко всеобщему стыду». 

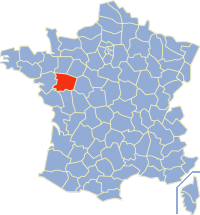
Департамент на карте Франции

Аббатство было основано «двойным» — одновременно мужским и женским, с разделенными оградой участками для каноников и канонисс. На участках учреждены монастыри: Большой Монастырь для девственниц (Grand-Moûtier), монастырь Святого Бенедикта для сестер-сиделок (госпиталь) (Saint-Benoît), монастырь кающихся грешниц для всех остальных женщин (la Madeleine), монастырь Святого Лазаря для прокаженных (Saint-Lazare) и мужской монастырь Святого Иоанна (Saint-Jean-de-l’Habit, ныне не существующий).
Со временем Фонтевро превратился в Орден, могущественную и престижную организацию, объединившую монастыри не только на юго-западе страны, но также и в Иль-де-Франс.
XII век стал для Фонтевро периодом быстрого возвышения: многочисленные льготы и привилегии, дарованные аббатисам, прямое подчинение папе римскому, обширные земельные пожертвования со стороны различных светских феодалов превратили Орден в один из самых богатых и могущественных на территории Западной Европы.
В 1115 году, основав во Франции еще 20 юридически зависимых от Фонтевро монастырей, Робер д’Арбриссель передал управление Петрони́лле де Шемилье́ (Pétronille de Chemillé), что заложило в Ордене принцип подчинения монахов монахиням.
Восшествие на английский престол Плантагенетов, объединивших под своей властью Англию, Нормандию, Аквитанию, Пуату, Мэн, Турень и Анжу, еще более усилило позиции Ордена: Фонтевро превратилось и в настоящую сокровищницу этой династии, и в родовую усыпальницу её представителей: здесь были похоронены Генрих II, Ричард Львиное Сердце, Алиенора Аквитанская, Изабелла Ангулемская — вдова Иоанна Безземельного. К 1189 году под юрисдикцией Ордена находилось уже 123 приората — во Франции, Англии, Испании, — не считая «материнской» обители.

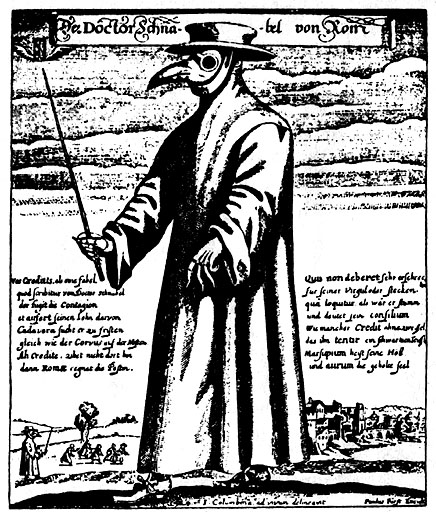
«чумной доктор»

Чума, опустошившая во второй половине XIV столетия Западную Европу, и Столетняя война между Францией и Англией подорвали позиции Фонтевро. На фоне общего упадка снизился и уровень благочестия монахинь и монахов, а исключительная подчиненность аббатис папе римскому начала активно оспариваться епископами Пуатье. Постоянное вмешательство с их стороны в дела Ордена привело к падению авторитета аббатис и престижа Ордена в целом. Только с семидесятых годов XV века началось постепенное возрождение.
Начало возрождения официальная история Ордена связывает с именем Марии Бретонской — тетки короля Франции Людовика XII, — осуществившей реформу орденского устава и добившейся одобрения этой реформы со стороны папы римского Сикста IV. Весь XVI век прошёл «под знаменем» правления трех представительниц Дома Бурбонов, последовательно сменявших друг друга на посту аббатис: Рене (Renée) де Бурбон (1491—1534), Луизы де Бурбон (1534 — 1575) и Элеоноры де Бурбон (1575 — 1611). Их энергичной деятельности Фонтевро обязано, в том числе и рядом великолепных построек, дошедших до наших дней.
Почти вся первая половина XVII века стала для Фонтевро временем волнений, возмущений и попыток «мужской части» аббатства вырваться из-под власти «женской части». Несмотря на огромный духовный авторитет тридцать первой аббатисы (1637—1670) — Жанны-Батисты де Бурбон, — дело зашло настолько далеко, что эта дочь Генриха IV была вынуждена предоставить рассмотрение ситуации Государственному Совету. И даже несмотря на то, что Государственный Совет поддержал аббатису, она так никогда и не смогла добиться главной цели своей жизни — канонизации основателя Ордена Робера д’Арбрисселя, так как это означало бы безусловную правоту настоятельниц и безусловную обязанность монахов Ордена подчиняться женщинам. И все же, несмотря на все проблемы этого времени, период правления Жанны-Баттисты де Бурбон называют вторым Золотым Веком, так как именно на него приходится пик повторного возвышения Ордена после упадка XIV—XV веков.
Во второй половине XVII века и в XVIII веке аббатство снова постепенно приходит в упадок: устав претерпевает очередные изменения, богатства расточаются — одно за другим закрываются подчиненные Фонтевро приораты, количество монахинь и монахов сокращается.
В 1789 году Фонтевро объявляется национальным достоянием и выставляется на продажу в пользу государства. Последняя аббатиса — мадам д’Антэн (Madame d’Antin) — вынуждена удалиться в Анже, а затем в Париж, где и умирает в 1797 году. Однако покупателей на Фонтевро не находится. Его имущество подвергается систематическим грабежам. Постройки разрушаются.
В 1804 году Наполеон особым декретом превратил Фонтевро в исправительную тюрьму для осужденных пяти департаментов. Бывшее аббатство стало одним из самых строгих исправительных заведений Франции. 1700 заключенных — мужчин, женщин и детей — были заняты в нем массовым производством самой разной продукции: от перламутровых запонок до корабельных парусов, от шляп до столов и стульев.
В 1962 году тюрьма была закрыта, а Фонтевро передано обществу исторических памятников Франции, начавшему его капитальную реставрацию.

## Хронология
- 1045 — родился Робер д'Арбриссель.

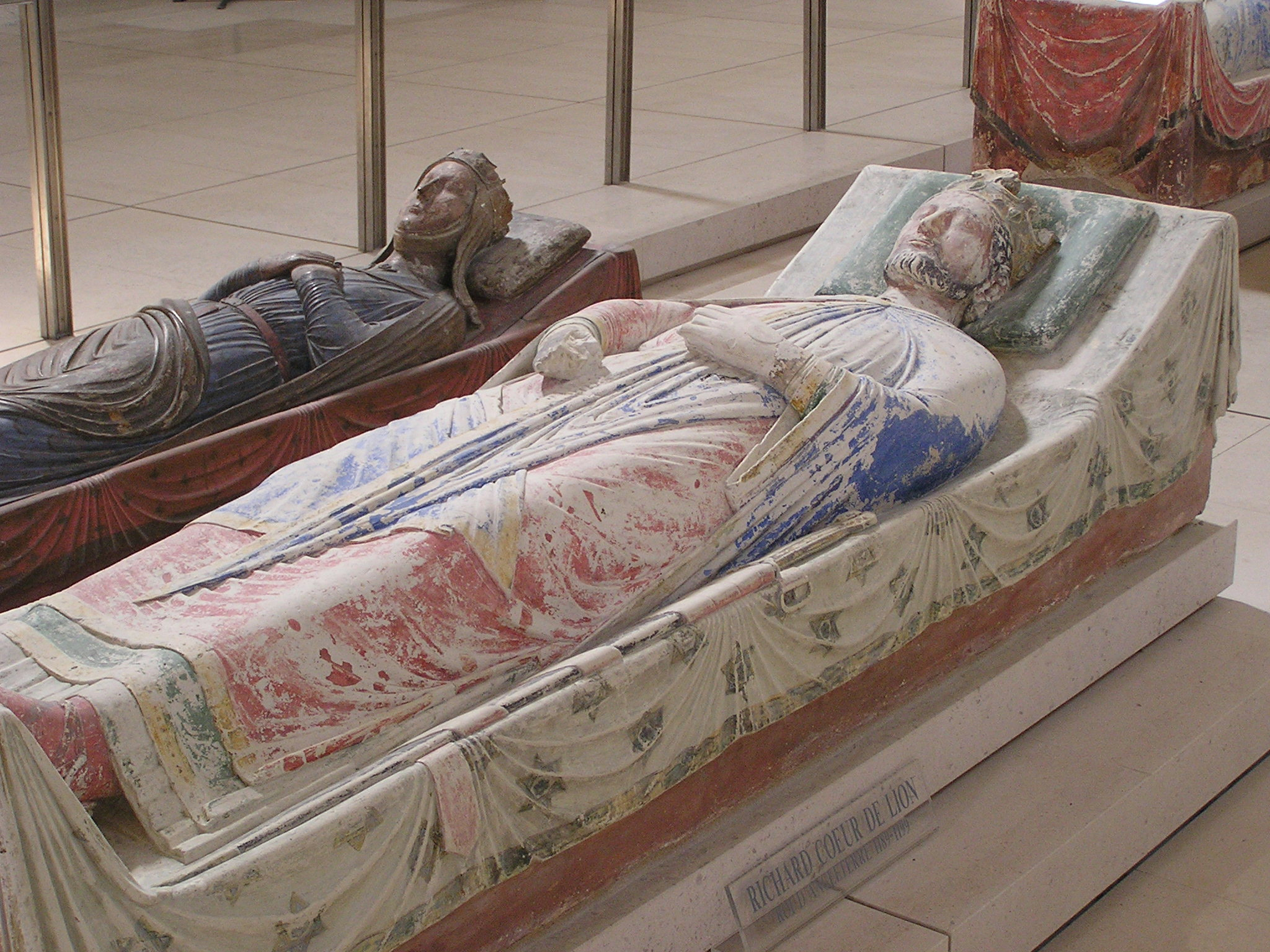
Надгробия Ричарда Львиное Сердце (на первом плане) и Изабеллы Ангулемской (на втором плане)

- 1101 — основание аббатства Фонтевро.
- 1115—1149 — правление Петрониллы де Шемилье, первой аббатисы Фонтевро.
- 1116 — умер Робер д'Арбриссель. Папа римский Каликст II освятил первую монастырскую церковь.
- 1153 — первый приорат в Англии.
- 1155 — в подчинении Фонтевро находится уже 60 приоратов.
- 1189 — умер Генрих II[4]. Похоронен в Фонтевро.
- 1194 — Алиенора Аквитанская, вдова Генриха II, удалилась в Фонтевро.
- 1199 — умер Ричард Львиное Сердце. Похоронен в Фонтевро.
- 1204 — умерла Алиенора Аквитанская. Похоронена в Фонтевро.
- 1457—1477 — правление Марии Бретонской, инициатора коренных реформ в Фонтевро.
- 1670—1704 — правление Мари-Мадлен де Рошешуар, "королевы аббатис", сестры мадам де Монтеспан.
- 1765—1792 — правление Жюли де Пардайан д'Антэн, последней аббатисы Фонтевро.
- 1789 — объявление Фонтевро национальным достоянием.
- 1792 — декрет, согласно которому все религиозные учреждения должны были быть покинуты своими обитателями.
- 1804 — декрет Наполеона, превративший Фонтевро в тюрьму.
- 1962 — закрытие тюрьмы в Фонтевро.
- 1963—... — реставрационные работы.